# Rajoleria Riera d'Ardesa
La Rajoleria Riera d'Ardesa és una obra de Rubió (Anoia) inclosa a l'Inventari del Patrimoni Arquitectònic de Catalunya.

## Descripció
La rajoleria està situada al peu del camí rural que uneix el Pla de Rubió amb el nucli de l'Espelt.
Tenia dos olles de forns o fogaines que es conserven amb les seves voltes corresponents. El canó o cambra de cocció està bastant ben conservat. Les parets exteriors són de pedra seca. La solera resta coberta per la vegetació. La part superior de la rajoleria, on se situaria la porta d'accés, està derruïda.